# Тепломасообмін
Тепломасообмін — дисципліна вивчає закономірності процесів теплообміну що супроводжуються перенесенням речовини, тобто, масообміном.

## Тепломасообмін в техніці
На практиці, тепломасообмін відбувається в багатьох технічних системах, які використовують у своїй роботі рідкі або газоподібні середовища. Це — котельні установки, теплові мережі, ливарне виробництво, різне теплообмінне обладнання, наприклад, електростанцій, конструкції будівель і споруд тощо. Саме робоче середовище, при цьому, чиста речовина або різні суміші і розчини, може залишатися незмінною або, змінювати свій агрегатний стан, здійснювати  фазові переходи, такі як, випаровування, конденсація, охолодження розплавів і т. ін.
До технологій, в основі яких лежать тепломасообмінні процеси, відносять такі :
- Зональна плавка
- Кристалізація
- Сушіння
- Сублімація (сублімація)
- Дистиляція
- Розчинення
- Зволоження
- Набухання
- Індукований тепломасообмін (ІнТМО)[3]

## Інтернет-ресурси
- Тепломасообмін. Практикум [Архівовано 20 вересня 2018 у Wayback Machine.]